# Козарска Дубица
Козарска Дубица (раније Босанска Дубица) јесте градско насеље и сједиште општине Козарска Дубица у Републици Српској, БиХ. Према прелиминарним подацима пописа становништва 2013. године, у насељеном мјесту Козарска Дубица укупно је пописано 11.566 лица.

## Географија, рељеф, хидрографија
Град се налази 26 км од ауто-пута Загреб — Београд, главног путног правца који спаја западну са источном и југоисточном Европом.
Козарска Дубица је административно, политичко и културно сједиште дубичке регије, у последњих неколико година прогресивно се шири на исток и југоисток стварањем подручја за индустријску зону и нова градска насеља, Петра Пеције, Мораве и Ђолови.
Предметни простор налази се у сјеверозападном дијелу Републике Српске, на десној (јужној) страни реке Уне, око десетак километара југозападно од ушћа Уне у Саву.
На подручју Козарске Дубице постоје два геоморфолошка типа која формирају рељеф:
- акумулативна низија (поуње)
- флувијално-денудационо нискогорје (Грабовац, Козарице).

Акумулативна низија је алувијална терасна раван, апсолутне висине 98-101 mnm. са десне стране ријеке Уне, а њена ширина од Шпиља на западу се проширује ка истоку до ријечице Моштанице гдје достиже нешто преко 2 km. Флувиоденудационо нискогорје јужно од алувијалне терасне равни које у основи изграђују неогени пјесковити и кречњачки лапори, оолитички кречњаци, и лапоровити пјешчари и пијесци је генералног нагиба ка сјеверу, али локално нагиби терена имају различит правац и величина: на најчешће (5—250). Овај рељеф формиран је ендогеним и егзогеним процесима на терену који у основи углавном изграђују неогени језерски седименти. Дренирање површинских и подземних вода врши се отицањем површином падина и поточним јаругама и коритима у правцу ријеке Уне. Генерални смјер ових токова је југ-сјевер са бујичним карактером (већи поточни токови: Бињачка Моштаница). Основни водоток на овом подручју је ријека Уна са смјером тока запад-исток, дубина корита је 3–5 m, подужни нагиб 2 2,5%. Ка истоку смјер тока Уне постаје конвексан према Дубичком пољу, па је обала угрожена вертикалном ерозијом. Због релативно плитког корита поточних токова и изливања њихових вода извршена је регулација њихових доњих токова (Бињачка, Моштаница), а изграђени су и дренажни канали у Дубичком пољу: Козарице - Моштаница и Кланица - Моштаница. Још увијек је терен на подручју Ражљева повремено водоплаван.

#### Флора и фауна
Биљни и животињски свијет у општини Козарска Дубица можемо посматрати кроз карактеристике агроекосистема, водених, жбунастих, и зељастих екосистема и доста присутних шумских и ливадских екосистема. Од култивисаних биљних врста на пољопривредним површинама, заступљене су углавном житарице. У појединим рејонима пољопривредних површина сусрећу се површине под воћњацима. Жбунаста и зељаста вегетација, као и груписана стабла тополе, врбе, јове јављају се углавном уз реку Уну у ширем појасу.
Шумски екосистеми су велике површине врста као што су храст, буква, јасен, јавор, бор, смрча. Вегетацију у градском простору чине дрвореди, зелене површине уз саобраћајнице, стамбене зграде, индустријске зоне, блоковско зеленило и паркови, од којих највећу вриједност има градски парк. Што се тиче животињског свијета, углавном су заступљене следеће врсте: рибе, жабе, корњаче, змије, гуштери, дивље патке, голубови.

## Етимологија имена
У давна времена велики део Европе прекривало је масивно дрво храст лужњак (оријаш), латински Quercus robur. Доказано је да је то дрво прекривало и тло данашње Козарске Дубице. Доласком Словена у ове крајеве почела је изградња насеља на данашњој локацији, којег су назвали по Дубу — старословенски назив за крепко дрво тог храста лужњака. Данас се то дрво може наћи само у шљунку реке Уне, као остатак давних времена. Један такав примјерак се налази изложен у витрини у центру града, чија старост је са методом радиоактивног распада угљеника C-14 процењена на 2.500 година.
Лишће дуба се налази и у грбу града.

## Историја
Козарска Дубица је један веома стари град. То потврђују многи археолошки споменици нађени на овом простору. Иако је ово подручје релативно неистражено наилазимо на пар споменика којима је археологија посветила пажњу. Овдје ћу искористити прилику да набројим само нека познатија: локалитет у Читлуку, Суваји, Драксенићу, Стригови и др. Што се тиче самог града по наводима историчара Д. Самарџије на овом простору је још 930. године постојао један велики град Дубица. По наводима историчара Х. Хаџиалагића Дубица се први пут у изворима спомиње 1197. године.
Цијели средњи вијек Дубица се налазила у саставу Угарске Монархије са изузетком 1398—1402/4. када улази у састав Босанске државе под великашем Хрвојем Вукчићем.
Босна је 1463. године пала под Османску власт, међутим Дубица је и даље остала у саставу Угарске краљевине. Дубица пада под Турску власт тек 1538. године када Турци излазе на ријеке Уну и Саву.
До пада под Турску власт већину становништва на Дубичким посједима чинили су католици. Након догађаја из 1538. тај омјер се нагло мијења. Католичко становништво се повлачи у унутрашњост монархије, док се православно и турско становништво досељава на ове просторе. Турци су били привучени великим посједима које им је додјељивала порта, а православно становништво им је служило као радна снага и као мартолози (помоћни одреди у турској војсци).
Православног становништва до доласка Османске власти на ове просторе није било или га је било веома мало. Међутим сад се поставља питање настанка манастира Моштанице. Према народној традицији која је још увијек жива на овим просторима манастир су основали Немањићи. У манастиру се чува кључ са урезаним бројевима 1111. Многи вјерују да је то година оснивања манастира, али ту долази до проблема. Немањићи још увијек нису били на власти у Србији тако да га они нису могли саградити 1111. године. Манастир се први пут јавља у изворима 1579. године када се спомиње да је ту при игуману Григорију написана књига Отачник. Историчар и географ Љуба Михић тврди да је манастир морао настати много раније од првог помена у изворима из једног очитог разлога. Пошто је у то вријеме био развијен да су се у њему и књиге преписивале, што је за оно вријеме био скуп, тежак и напоран посао. Прота Славко Вујасиновић побија тезу о томе да су манастир основали Немањићи. Манастир је млађег стила од оног из доба Немањића. По њему годину оснивања манастира треба тражити у 1501. години.
Након освајања области дуж Уне и Саве Османлије су на тим просторима организовале власт у облику капетанија. Капетаније су биле мање, тачно ограничене (војнички организоване) територије које су дијелиле Османско царство од Хрватских земаља. Тако су постојале Градишка капетанија, Крупска капетанија, а међу најстаријим се такође спомиње и Дубичка капетанија. Дубичка капетанија се први пут спомиње у изворима 1611. године, а највјероватније је постојала и много раније. Ако знамо да је капетанија у Градишкој настала одмах послије заузећа 1537. године, Крупска након освајања 1565., наводи нас на мишљење да је и Дубичка капетанија много старија од првог помена у изворима. Први капетани у Дубици потицали су из породице Шерић. Они су управљали Дубичком капетанијом од 1611. до 1687. године. Њих су наслиједили Церићи.
Има релативно мало извора који описују изглед града Дубице у XVI, XVII, и XVIII вијеку. Љубо Михић у књизи Козара спомиње један занимљив извор из тридесетих година XVII вијека који каже да је Дубица град мале важности, да унутар тврђаве може имати више од 10 кућа, а изван око 40. Исто тако каже да се унутар и изван тврђаве налази око 200 ратника са неколико ага и једним капетаном. Евлија Челебија путописац из XVII вијека, око 1660. године посјетио је Дубицу. Он каже да град лежи на обали ријеке Уне и да је саграђен од тврдог материјала, али је веома мален. Има градског заповједника око 150 војника и складиште муниције. У тврђави се налази стотину десет даском прекривених кућица, Сулејман — Ханова џамија, а покрај ње опкоп и висећи мост. Постоји слика из 1685. године (овдје обиљежена као стара графика Дубице) која приказује опсаду Дубице. Та слика је непознатог аутора, али како се претпоставља аутор је савременик догађаја које исцртава. По Хашиму Шерићу којег Хусреф Хаџиалагић цитира у својој књизи „Босанска Дубица кроз вјекове“, на слици се може видјети да је Дубица имала око 200 кућа које су збијене једна до друге поређане око Дубичке тврђаве. Скоро све куће су имале подруме тј. биле су одигнуте од земље због поплаве, али су доста малене. На слици се види једна црква и четири џамије. Црква се налазила изван града док су џамије биле поредане око тврђаве. Тврђава се налазила на самој обали Уне. Она је била изграђена у облику трокута са високим кулама на угловима које су биле повезане зидовима. Двије куле су се налазиле на обали док је трећа била јужно. Око цијеле тврђаве налазили су се дубоки јаркови у које се наводила ријека из Уне.
Кроз цијели XVIII вијек смјењивале су се Аустријска и Турска управа над Дубицом. Тако су Аустријанци 1687. заузели и држали Дубицу све до 1701. године уз мали прекид од 1690. до 1692. године. Под Турску управу она долази опет 1701. која траје све до 1716. када Дубицу поново осваја Аустрија. Њена управа Дубицом траје до 1739. године кад се Београдским миром граница између Аустрије и Турске ставља на ријеке Уну и Саву. Овај мир није био дугог вијека и већ 1788. године Аустрија опет заузима Дубицу. Око Дубице су те и наредних година вођени жестоки бојеви тако да је овај рат Турске и Аустрије назван Дубички рат. Турска опет 1797. осваја Дубицу која сад остаје у њеном саставу све до Берлинског конгреса 1878. године.
Као што видимо из раније наведеног то су била тешка времена за Дубичанце. Страдало је много и православног и муслиманског живља. Многе православне породице су се услијед терора одлучиле да пребјегну преко Уне и Саве и тамо покушају наћи бољи живот. Манастир Моштаница је такође осјетио страхоте овог тешког и туробног доба (био је спаљен у неколико наврата).

### Други свјетски рат
Ова општина је у читавој својој историји постојања највише страдала током Другог свјетског рата, када је окупирана од стране НДХ, а на њеног територији се налазио један дио система усташких концентрационих логора Јасеновац, Логор Доња Градина. У логору Доња Градина на површини од 116 хектара, а до сада је откривено 105 масовних гробница великих димензија. Данас се на овом простору општине Козарска Дубица налази спомен подручје Доња Градина.
У срезу Босанска Дубица „вршена су силовања над младим девојкама као и над недораслом децом“.
У селу Муратима истог среза „дефлорисали су девојчице од 14 до 16 година“.
По причању једног очевица, усташе су 17. августа 1941. године из Босанске Дубице и околних села око 180 Срба депортовали у Хрватску Дубицу и затворили у српску православну цркву, Св. Тројице. „При улазу у цркву, на прагу, са обадве стране стајао је по један усташки стражар и свакога од нас при улазу ударао кундаком у леђа. Кад би се неко од стражара уморио тукући Србе, други га је одмах замењивао. Сутрадан смо одатле отпраћени у Градишку, где смо рушили нашу српску цркву и јеврејску богомољу.
У селу Дубици иницијативом Ивана Бенка срушена је православна црква.
У Босанској Дубици захтевао је и надзирао над рушењем православне цркве католички свештеник Иван Бенко, који се доцније истакао у покатоличавању православног становништва.

### Распад СФРЈ
У рату током распада Југославије, 18. и 19. септембра 1995. године подручје општине Козарска Дубица је нападнуто од стране војске Републике Хрватске (хрватска операција Уна 95). Овај напад је одбранила Војска Републике Српске и локално становништво.

## Култура
- КУД Милан Тепић
- КУД Препород
- Фолклорна секција Уна
- Народна библиотека Козарска Дубица
- Омладинска библиотека и читаоница „Мехмед еф. Спахић”
- Српско пјевачко друштво "Вишњић" Козарска Дубица

## Спорт
Козарска Дубица је сједиште фудбалског клуба Борац и клубова борилачких спортова (Кнешпоље, Вазари и Обилић).

## Партнерски градови
- Рамат Ишај — од 2012.[6]

## Рођени у Козарској Дубици
- Бошко Шиљеговић (1915—1990), учесник НОБ, генерал-пуковник ЈНА и народни херој Југославије.
- Филип Цептер (1950), предузетник.
- Милан Тепић (1957—1991), мајор ЈНА и последњи народни херој Југославије.
- Тихомир Станић (1960), глумац.
- Никола Решић Нино (1964—2007), пјевач народне музике.
- Андреана Чекић (1984), поп-фолк певачица.

## Становништво
|             | 2013.           | 1991.           | 1981.           | 1971.           | 1961.           |
| Укупно      | 10 544 (100,0%) | 13 680 (100,0%) | 11 170 (100,0%) | 9 185 (100,0%)  | 6 259 (100,0%)  |
| Срби        | 7 992 (75,80%)  | 5 540 (40,50%)  | 3 439 (30,79%)  | 3 417 (37,20%)  | 3 527 (56,35%)  |
| Бошњаци     | 2 055 (19,49%)  | 6 084 (44,47%)1 | 4 812 (43,08%)1 | 4 927 (53,64%)1 | 1 138 (18,18%)1 |
| Хрвати      | 177 (1,679%)    | 288 (2,105%)    | 316 (2,829%)    | 481 (5,237%)    | 558 (8,915%)    |
| Неизјашњени | 124 (1,176%)    | –               | –               | –               | –               |
| Муслимани   | 45 (0,427%)     | –               | –               | –               | –               |
| Остали      | 30 (0,285%)     | 439 (3,209%)    | 76 (0,680%)     | 62 (0,675%)     | 16 (0,256%)     |
| Босанци     | 28 (0,266%)     | –               | –               | –               | –               |
| Југословени | 25 (0,237%)     | 1 329 (9,715%)  | 2 453 (21,96%)  | 251 (2,733%)    | 972 (15,53%)    |
| Роми        | 21 (0,199%)     | –               | 6 (0,054%)      | –               | –               |
| Црногорци   | 15 (0,142%)     | –               | 31 (0,278%)     | 22 (0,240%)     | 6 (0,096%)      |
| Македонци   | 13 (0,123%)     | –               | 3 (0,027%)      | 4 (0,044%)      | 15 (0,240%)     |
| Непознато   | 8 (0,076%)      | –               | –               | –               | –               |
| Православци | 7 (0,066%)      | –               | –               | –               | –               |
| Словенци    | 3 (0,028%)      | –               | 1 (0,009%)      | 5 (0,054%)      | 7 (0,112%)      |
| Албанци     | 1 (0,009%)      | –               | 33 (0,295%)     | 13 (0,142%)     | 20 (0,320%)     |
| Мађари      | –               | –               | –               | 3 (0,033%)      | –               |

1. 1 На пописима од 1971. до 1991. Бошњаци су пописивани углавном као Муслимани.

## Галерија
- Градско купалиште на Уни.
- Корзо, поглед из парка.
- Топ у градском парку.
- Поглед на ужи дио града са дубичког узвишења, Кривдића Брдо, децембар 2007.
- Православна црква са Светосавским домом.
- Некада алеја платана испред граничног прелаза (улица Младена Стојановића), који су засађени још за време Аустроугарске (око 1900. године) и сећени "због обнове улице" (слика из 2010)
- Шеталиште у центру града.
- Етно ресторан „Стара Чивија”.
- Напуштен „Дубички робни магазин”.